# Centrolene
A Centrolene (Centrolenidae) a kétéltűek (Amphibia) osztályába és  a békák (Anura) rendjébe és az üvegbékafélék (Centrolenidae) családjába tartozó nem.

## Rendszerezés
A nembe az alábbi fajok tartoznak:
- Centrolene acanthidiocephalum
- Centrolene altitudinalis
- Centrolene andinum
- Centrolene antioquiense
- Centrolene audax
- Centrolene azulae
- Centrolene bacatum
- Centrolene ballux
- Centrolene buckleyi
- Centrolene fernandoi
- Centrolene geckoideum
- Centrolene gemmatum
- Centrolene gorzulai
- Centrolene grandisonae
- Centrolene guanacarum
- Centrolene heloderma
- Centrolene hesperium
- Centrolene huilense
- Centrolene hybrida
- Centrolene ilex
- Centrolene lema
- Centrolene lemniscatum
- Centrolene litorale
- Centrolene lynchi
- Centrolene mariae
- Centrolene medemi
- Centrolene muelleri
- Centrolene notostictum
- Centrolene paezorum
- Centrolene papillahallicum
- Centrolene peristictum
- Centrolene petrophilum
- Centrolene pipilatum
- üvegbéka (Centrolene prosoblepon)
- Centrolene puyoense
- Centrolene quindianum
- Centrolene robledoi
- Centrolene sanchezi
- Centrolene scirtetes
- Centrolene tayrona